# Madecathymia cadoreli
Madecathymia cadoreli är en fjärilsart som beskrevs av Pierre E.L. Viette 1968. Madecathymia cadoreli ingår i släktet Madecathymia och familjen nattflyn. Inga underarter finns listade i Catalogue of Life.